# Montellano
Montellano is een gemeente in de Spaanse provincie Sevilla in de regio Andalusië met een oppervlakte van 117 km². In 2007 telde Montellano 7037 inwoners.

## Demografische ontwikkeling
Bron: INE, 1857-2011: volkstellingen